# وپیتون (داکوتای شمالی)
وپیتون(به انگلیسی: Wahpeton) شهری در ایالت داکوتای شمالی کشور ایالات متحده آمریکا است که جمعیت آن در سرشماری سال ۲۰۱۰ میلادی، ۷٬۷۶۶ نفر بوده‌است.